# Andrew Amers-Morrison
Andrew „Andy“ Amers-Morrison (* ca. 1970) ist ein britischer Fußballtrainer, der 2010 aufgrund einer Verwechslung kurzzeitig Nationaltrainer der seychellischen Fußballnationalmannschaft war.

## Leben
Amers-Morrison spielte Fußball auf semiprofessioneller Ebene, bevor eine Verletzung seine Karriere beendete. Seit 2005 betreibt er in London Samba Street Soccer, ein Fußballprojekt, das sich sozial benachteiligten Kindern widmet. Für sein Engagement wurde Amers-Morrison mehrfach ausgezeichnet, unter anderem mit einer regionalen Auszeichnung des Pride of Britain Awards. 
Während eines Urlaubs auf den Seychellen wurde er im September 2010 von Funktionären der Seychelles Football Federation und der Presse irrtümlicherweise für den früheren Profifußballer Andrew „Andy“ Morrison (u. a. Plymouth Argyle, Blackburn Rovers und Manchester City) gehalten und als Nachfolger des Schweden Richard Holmlund für zwei Jahre als Nationaltrainer der seychellischen Fußballnationalmannschaft verpflichtet. In dieser Funktion betreute er Anfang Dezember 2010 die U-20-Landesauswahl beim COSAFA U-20 Challenge Cup. Kurze Zeit später kam die Verwechslung nach britischen Presseberichten ans Licht. Zunächst wurde seitens des Verbandes angekündigt, Amers-Morrison erhalte trotz der Verwechslung eine sechsmonatige Probezeit um sich zu beweisen, am 31. Dezember 2010 entschieden sich die Verbandsfunktionäre allerdings den Vertrag aufzulösen und ernannten den einheimischen Trainer Ralph „Tiapout“ Jean-Louis zu seinem Nachfolger.